# Josefa Brigada
Josefa Desaines Brigada de Gómez foi uma política argentina. Ela foi eleita para a Câmara dos Deputados em 1951 como uma das primeiras mulheres parlamentares na Argentina.

## Biografia
Nas eleições legislativas de 1951 foi candidata pelo Partido Peronista em Santa Fé e uma das 26 mulheres eleitas para a Câmara dos Deputados. Ela permaneceu no cargo até 1955.